# Manidae
Manidés · Pangolins modernes
« Pangolin » redirige ici. Pour les autres significations, voir Pangolin (homonymie).
Cet article concerne la famille des pangolins modernes avec toutes les espèces actuelles. Pour l'ensemble de l'ordre des pangolins comprenant également des familles fossiles, voir Pholidota.
Famille
Sous-familles de rang inférieur
- Maninae (pangolins asiatiques)
- Smutsiinae (pangolins africains)

Les Manidés (Manidae) sont une famille de mammifères pholidotes (les pangolins) regroupant tous les pangolins modernes avec toutes les espèces actuelles. Les pangolins actuels (du malais pengguling : « enrouleur ») ont un régime alimentaire insectivore et leur corps allongé est en grande partie recouvert d'écailles, ce qui leur vaut d'être aussi appelés fourmiliers écailleux. Ils sont les seuls mammifères au monde recouverts d’écailles.
Ils vivent dans les régions tropicales et équatoriales d'Afrique et d'Asie du Sud-Est. Il y a huit espèces de pangolins recensées dans le monde, quatre en Afrique et quatre en Asie. À l’exception du pangolin géant dont la masse peut dépasser 30 kilos et la taille 1,50 m, les sept autres espèces sont d'une taille similaire à celle d'un gros ragondin.
Les pangolins sont particulièrement ciblés par les braconniers et ils sont même considérés comme les mammifères les plus braconnés au monde,. Ils voient leurs populations s'effondrer et la totalité des huit espèces sont classées comme espèces en danger critique d'extinction,. Si les pangolins disparaissent, les fourmis et les termites risquent de proliférer dans les forêts et même parfois de menacer l'écosystème.
La journée mondiale de cet animal est le 15 février.

## Caractéristiques
Le pangolin possède des similitudes extérieures avec l'oryctérope du Cap et le tatou, en plus d'être comme eux myrmécophage (se nourrissant de fourmis). Selon les espèces, le corps, brunâtre et allongé, mesure entre 30 et 80 cm de long. Il est prolongé par une queue parfois plus longue encore. Le pangolin géant, le plus grand, pèse jusqu'à 35 kg et mesure 1,5 m avec la queue. La tête est étroite et allongée. Les pattes, courtes, se terminent par cinq doigts griffus. Les écailles, entre lesquelles poussent quelques poils, s'imbriquent pour recouvrir les surfaces supérieures et latérales du corps, queue comprise ; seuls le museau, le ventre et l'intérieur des pattes en sont dépourvus. La langue est très longue et collante, elle mesure jusqu'à 30 cm chez le pangolin géant.
Comme le montre leur squelette, les pangolins sont plantigrades. Par ailleurs, les espèces terrestres pratiquent la bipédie  comme principal mode de locomotion, une occurrence rare au sein des mammifères.

## Écologie et comportement

### Alimentation
Le pangolin se nourrit essentiellement de fourmis et de termites, mais aussi d'autres invertébrés grâce à sa langue visqueuse sur laquelle les insectes restent collés. Il fouille les termitières, les excréments d'éléphant, les feuilles à terre, les bases de troncs, l'herbe et les buissons à la recherche de ses proies.

### Éthologie
- Le pangolin est généralement nocturne et reste à l'abri durant la journée, mais certaines espèces sont plutôt diurnes[12]. Il peut passer de 12 à 20 % de son temps à se nourrir selon l'habitat[11].

Les espèces terrestres creusent un terrier et les espèces arboricoles — tel le pangolin à petites écailles — utilisent leur queue pour grimper dans les arbres pour se nourrir et se reposer dans une cavité d'arbre ou un enchevêtrement de lianes. Leur vue médiocre est compensée par un bon odorat et une ouïe fine.
- En cas de danger, à l'instar du tatou, le pangolin rabat sa tête entre ses pattes antérieures et s'enroule sur lui-même. Il peut blesser l'attaquant en contractant ses puissants muscles afin de hérisser ses écailles.

Le pangolin étant solitaire, le mâle et la femelle ne se rencontrent que pour s'accoupler. La femelle donne généralement naissance à un seul petit, dont les écailles durcissent après quelques jours. Lors du déplacement, les petits s’accrochent sur le dos ou à la queue de leur mère.
- Habitat et répartition
- Les pangolins peuplent les forêts et les savanes des régions tropicales et équatoriales d'Afrique et d'Asie du Sud-Est. Ils préfèrent les sols sableux ou terreux dans lesquels ils peuvent fouir afin de trouver leur nourriture.
- Classification

### Espèces actuelles
Liste des espèces actuelles selon ITIS :
- genre Manis Linnaeus, 1758 :
  - sous-genre Manis (Manis) Linnaeus, 1758 :
    - Manis crassicaudata Gray, 1827 — Grand pangolin de l'Inde ou Pangolin à grosse queue (Pakistan - Ouest du Bengale, Inde, Sri Lanka, Yunnan).
    - Manis pentadactyla Linnaeus, 1758 — Pangolin de Chine ou Pangolin à queue courte —  (Himalaya, Népal, Sud-Est de la Chine, Haïnan, Nord de l'Indochine, Taïwan).

  - sous-genre Manis (Paramanis) Pocock, 1824 :
    - Manis culionensis (de Elera, 1915) — Pangolin des Philippines —  (Philippines).
    - Manis javanica Desmarest, 1822 — Pangolin javanais ou Pangolin malais — Asie du Sud-Est (Birmanie, Thaïlande, Indochine, Sumatra, Java, Bornéo, Sud-Ouest des Philippines).

  - sous-genre Manis (Phataginus) Rafinesque, 1821 :
    - Manis tricuspis (Rafinesque, 1821) — Pangolin à écailles tricuspides ou Pangolin commun —  Afrique (Sénégal, Ouest du Kenya, Nord-Est de la Zambie, Sud-Ouest de l'Angola, Bioko).

  - sous-genre Manis (Smutsia) Gray, 1865	:
    - Manis gigantea Illiger, 1815 — Pangolin géant ou Grand pangolin — Golfe de Guinée et Afrique centrale (Sénégal - Ouest du Kenya - Rwanda - RDC - Sud-Ouest de l'Angola).
    - Manis temminckii Smuts, 1832 — Pangolin de Temminck ou Pangolin terrestre du Cap —  Sahel, Afrique australe jusqu'à la corne de l'Afrique (Afrique du Sud, Namibie, Zimbabwe, Mozambique, Botswana, Angola, Kenya, Sud de la RDC, Sud du Soudan, Tchad).

  - sous-genre Manis (Uromanis) Pocock, 1924 :
    - Manis tetradactyla Linnaeus, 1766 — Pangolin à longue queue ou Pangolin tétradactyle — Golfe de Guinée et Afrique centrale (Sénégal, Gambie, Ouest de l'Ouganda, Sud-Ouest de l'Angola).

Les études récentes du XXIe siècle ont scindé les espèces de pangolins modernes en trois genres distincts répartis dans deux sous-familles, :

- sous-famille Maninae Gray, 1821 : (pangolins asiatiques)
  - genre Manis Linnaeus, 1758 :
    - sous-genre Manis (Manis) Linnaeus, 1758 :
      - Manis crassicaudata Gray, 1827
      - Manis pentadactyla Linnaeus, 1758

    - sous-genre Manis (Paramanis) Pocock, 1824 :
      - Manis culionensis (de Elera, 1915)
      - Manis javanica Desmarest, 1822
- sous-famille Smutsiinae Gray, 1873 : (pangolins africains)
  - genre Phataginus Rafinesque, 1821 :
    - Phataginus tetradactyla (Linnaeus, 1766)
    - Phataginus tricuspis Rafinesque, 1821

  - genre Smutsia Gray, 1865	:
    - Smutsia gigantea (Illiger, 1815)
    - Smutsia temminckii (Smuts, 1832)

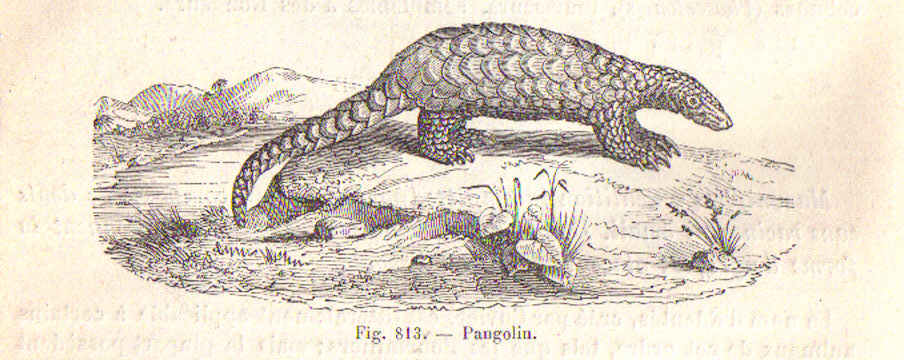
Pangolin, Traité de zoologie médicale et agricole de Railliet en 1895 (Manis)[16].
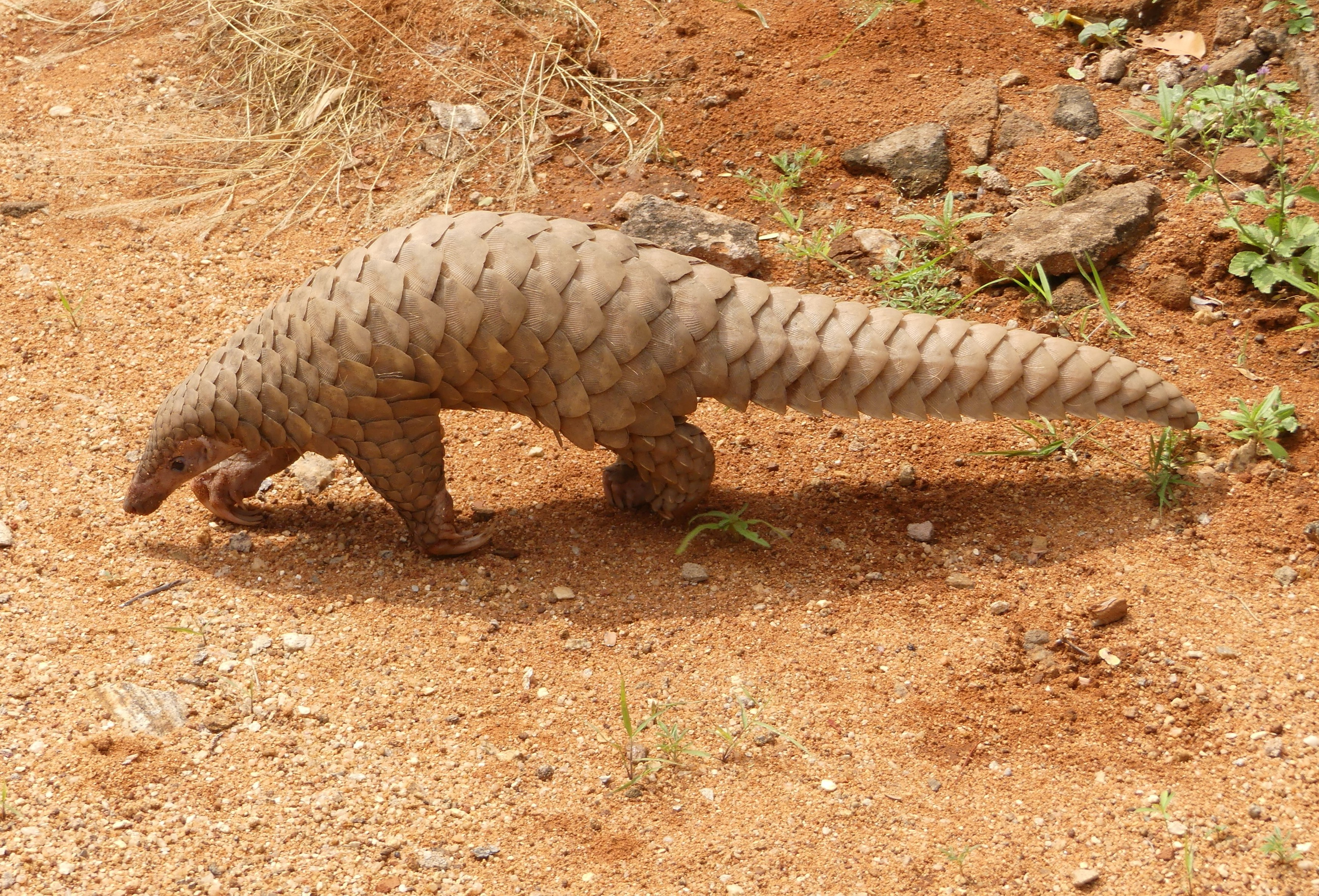
Grand pangolin de l'Inde (Manis crassicaudata).
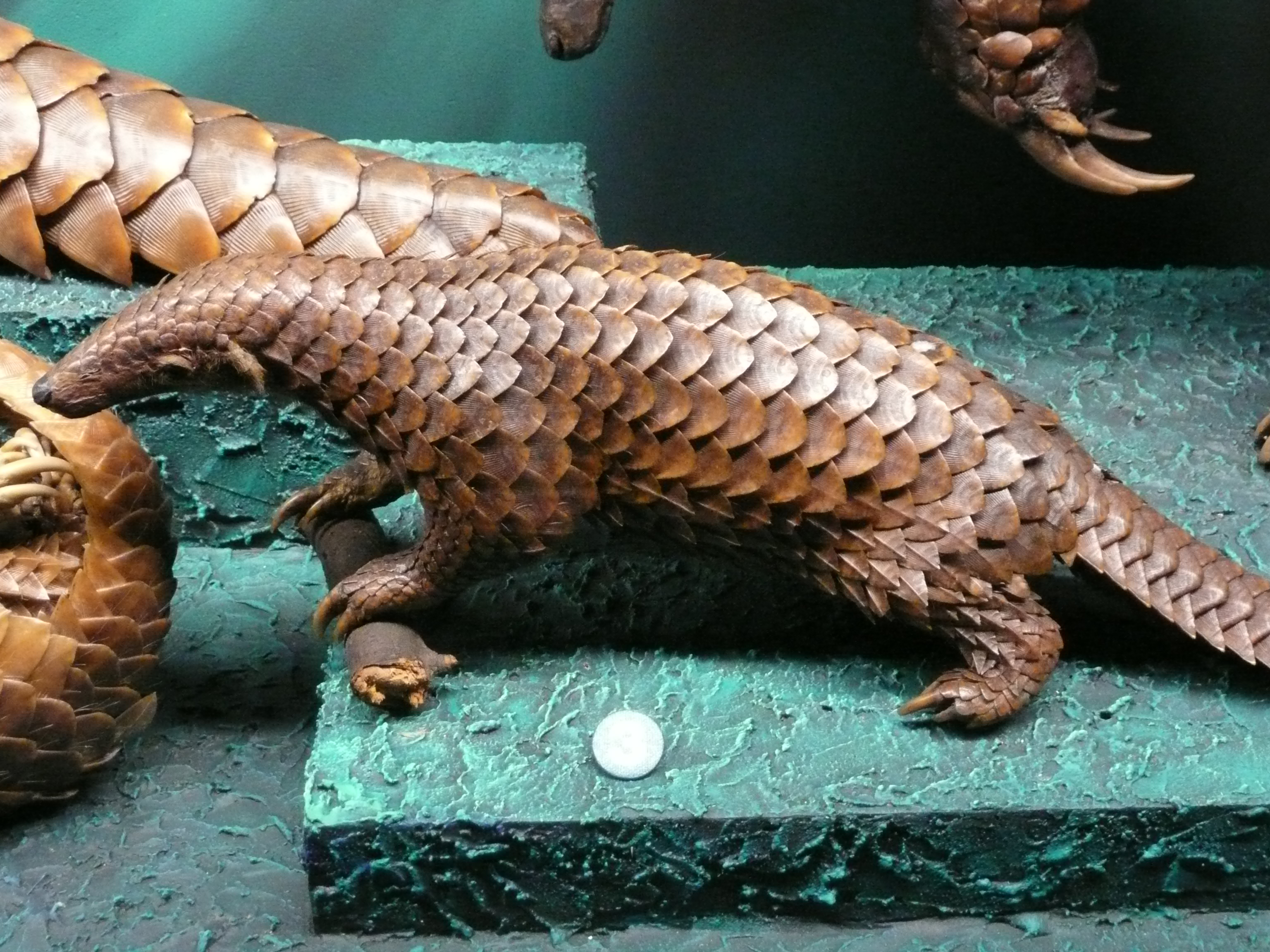
Pangolin javanais (Manis javanica).
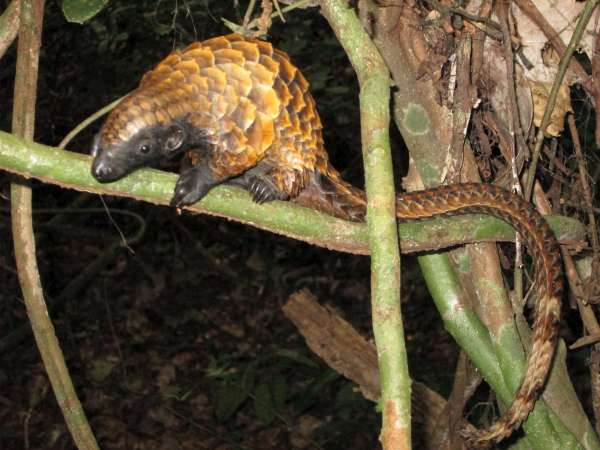
Pangolin à longue queue (Manis tetradactyla).
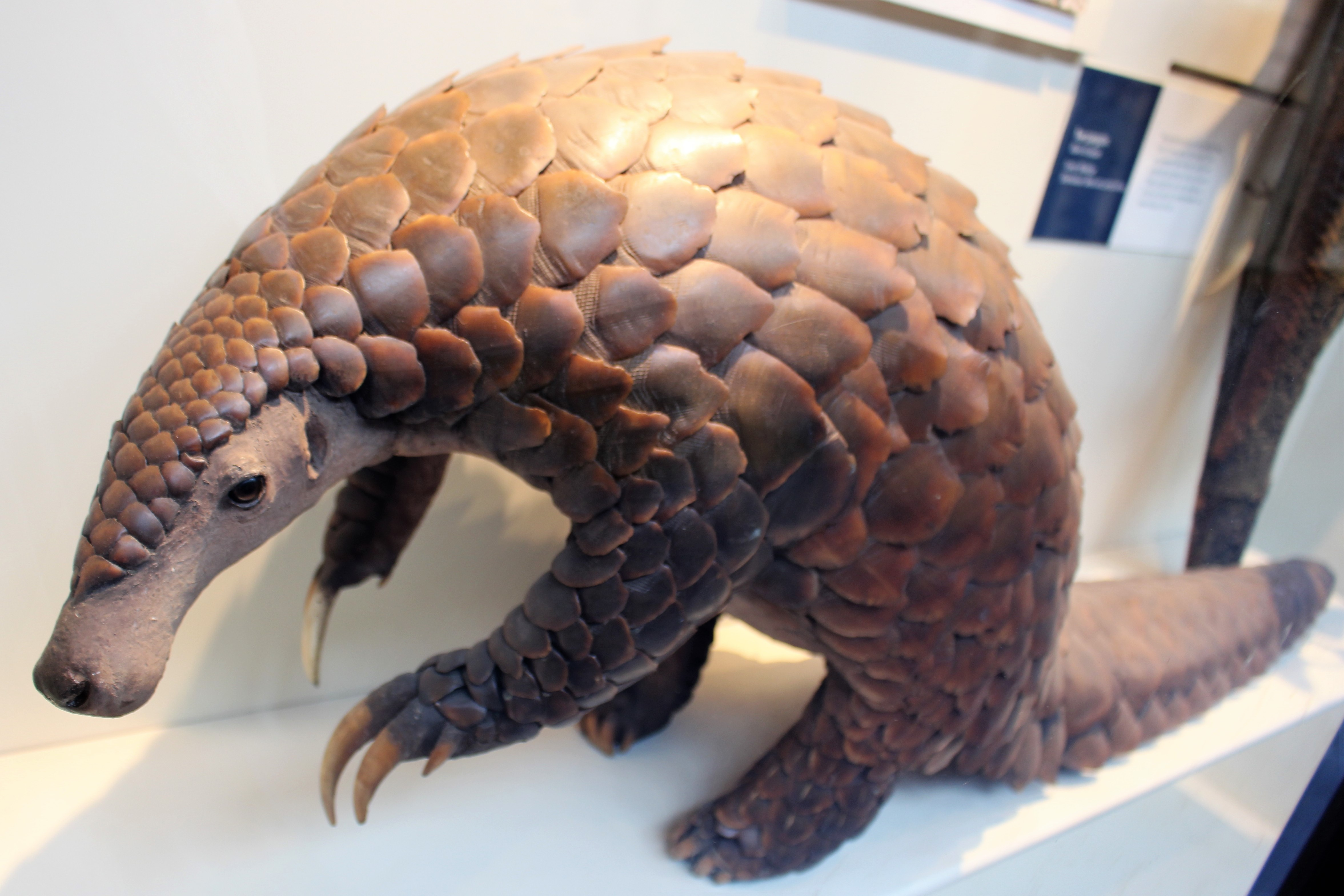
Pangolin géant (Manis gigantea).
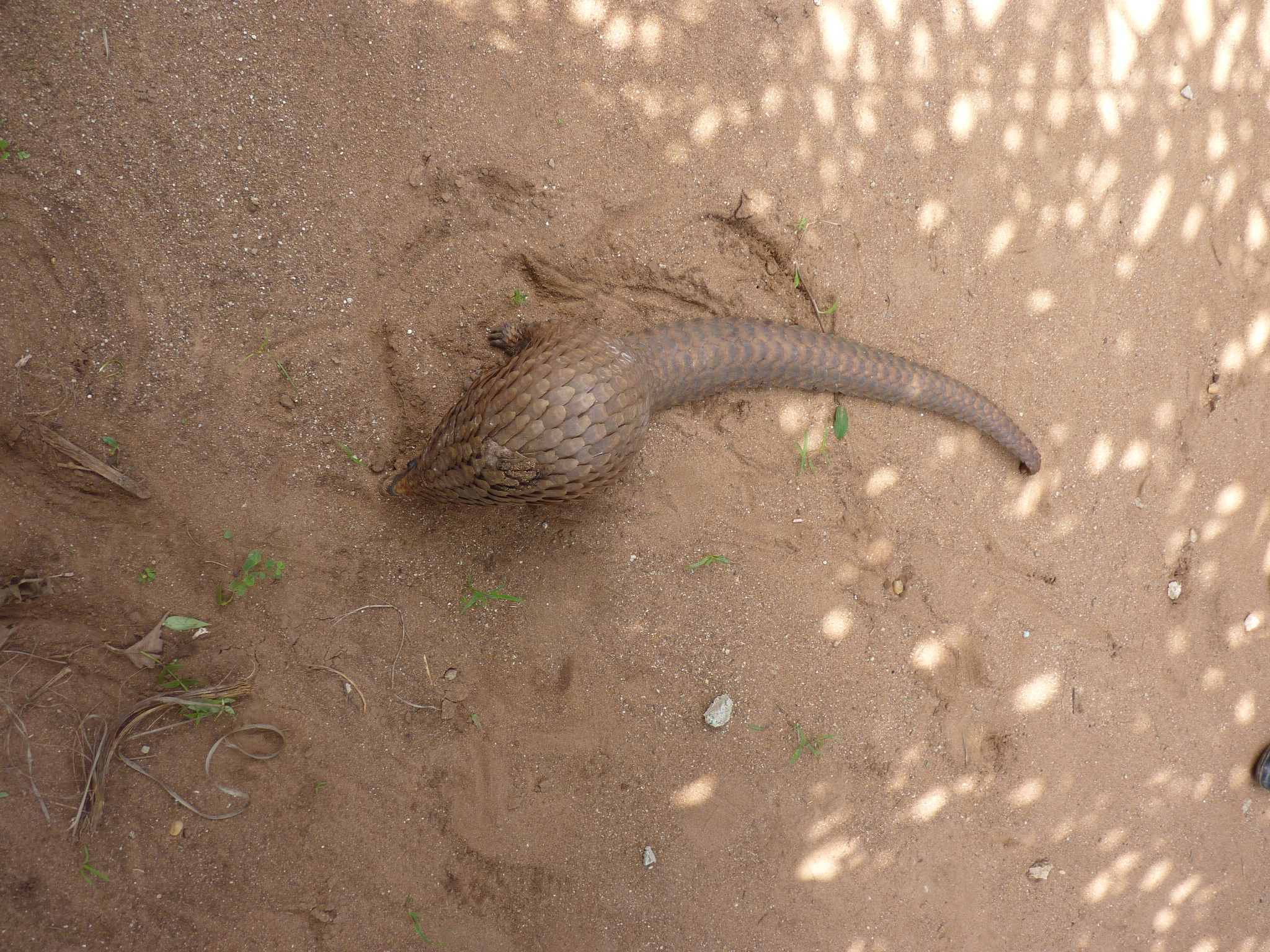
Pangolin.

### Espèces fossiles
Liste des espèces fossiles selon Gaudin et al., 2009 :
- † Manis hungarica Kormos, 1934 (Pliocène, Europe)
- † Manis lydekkeri Dubois, 1908 (Pléistocène, Inde)
- † Manis palaeojavanica Dubois, 1907 (Pléistocène, Java)

## Phylogénie
Phylogénie des espèces actuelles de pangolins de la famille des Manidés d'après Gaudin et al., 2009 :
|  | Manis crassicaudata |
|  |                     |
|  | Manis pentadactyla  |
|  |                     |

|  | Manis culionensis |
|  |                   |
|  | Manis javanica    |
|  |                   |

|  | Manis crassicaudata |
|  |                     |
|  | Manis pentadactyla  |
|  |                     |

|  | Manis culionensis |
|  |                   |
|  | Manis javanica    |
|  |                   |

|  | Phataginus tetradactyla |
|  |                         |
|  | Phataginus tricuspis    |
|  |                         |

|  | \| \| Smutsia gigantea \| \| \| \| \| \| Smutsia temminckii \| \| \| \| |
|  |                                                                         |
|  | Smutsia gigantea                                                        |
|  |                                                                         |
|  | Smutsia temminckii                                                      |
|  |                                                                         |

|  | Smutsia gigantea   |
|  |                    |
|  | Smutsia temminckii |
|  |                    |

|  | Phataginus tetradactyla |
|  |                         |
|  | Phataginus tricuspis    |
|  |                         |

|  | \| \| Smutsia gigantea \| \| \| \| \| \| Smutsia temminckii \| \| \| \| |
|  |                                                                         |
|  | Smutsia gigantea                                                        |
|  |                                                                         |
|  | Smutsia temminckii                                                      |
|  |                                                                         |

|  | Smutsia gigantea   |
|  |                    |
|  | Smutsia temminckii |
|  |                    |

|  | Manis crassicaudata |
|  |                     |
|  | Manis pentadactyla  |
|  |                     |

|  | Manis culionensis |
|  |                   |
|  | Manis javanica    |
|  |                   |

|  | Manis crassicaudata |
|  |                     |
|  | Manis pentadactyla  |
|  |                     |

|  | Manis culionensis |
|  |                   |
|  | Manis javanica    |
|  |                   |

|  | Phataginus tetradactyla |
|  |                         |
|  | Phataginus tricuspis    |
|  |                         |

|  | \| \| Smutsia gigantea \| \| \| \| \| \| Smutsia temminckii \| \| \| \| |
|  |                                                                         |
|  | Smutsia gigantea                                                        |
|  |                                                                         |
|  | Smutsia temminckii                                                      |
|  |                                                                         |

|  | Smutsia gigantea   |
|  |                    |
|  | Smutsia temminckii |
|  |                    |

|  | Phataginus tetradactyla |
|  |                         |
|  | Phataginus tricuspis    |
|  |                         |

|  | \| \| Smutsia gigantea \| \| \| \| \| \| Smutsia temminckii \| \| \| \| |
|  |                                                                         |
|  | Smutsia gigantea                                                        |
|  |                                                                         |
|  | Smutsia temminckii                                                      |
|  |                                                                         |

|  | Smutsia gigantea   |
|  |                    |
|  | Smutsia temminckii |
|  |                    |

## Menaces
Les pangolins font l'objet d'un braconnage particulièrement intense à destination du marché de médecine traditionnelle du sud-est asiatique (Chine, Thaïlande, Cambodge, Inde, Malaisie, Laos, Birmanie ou Vietnam), et seraient les mammifères les plus menacés au monde par le braconnage et le commerce illégal. En Chine, manger du pangolin comme gibier était supposé soulager les rhumatismes ; son sang était supposé favoriser la circulation sanguine et inhiber l'obstruction méridienne ; sa bile soignerait la vue et diminuerait l'irascibilité (« feu du foie »). Il est aussi chassé pour ses écailles qui font partie de la pharmacopée traditionnelle chinoise. Pour ces raisons le Pangolin de Chine est au bord de l'extinction, ce qui menace indirectement la survie de tous les autres pangolins du monde.

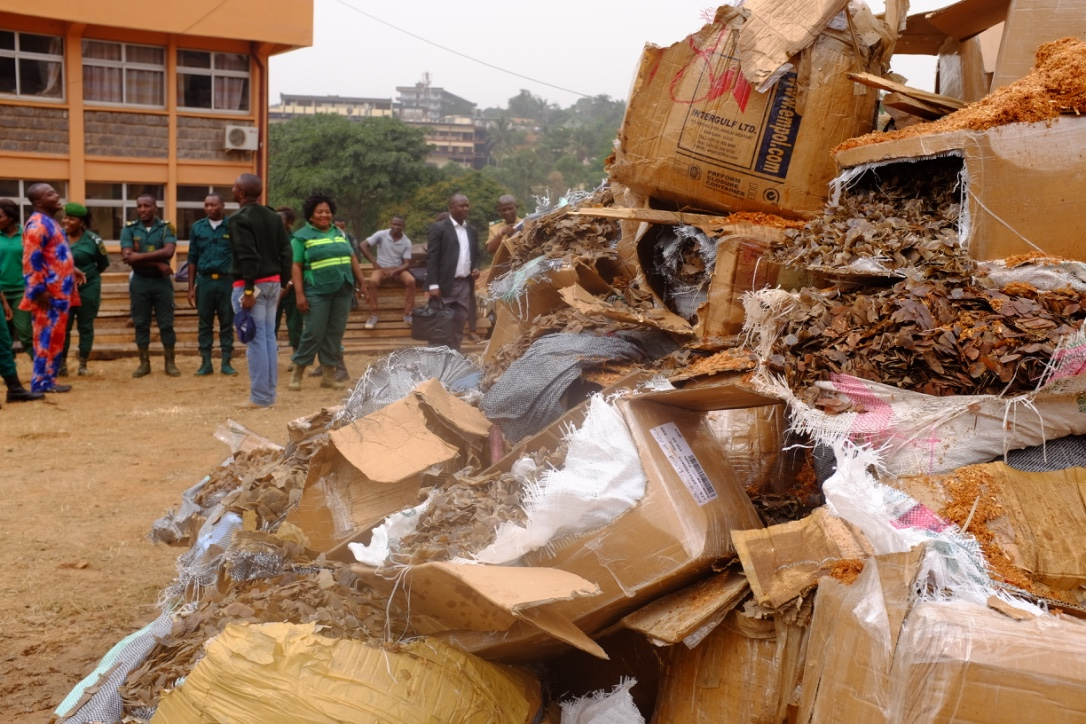
Boîtes pleines d’écailles de pangolin saisies au Cameroun.

En 2016, 3,1 tonnes d'écailles de pangolin sont saisies en Chine, en provenance du Nigéria. Il s'agit à l'époque de la plus grosse saisie jamais effectuée dans le pays.
En 2017, 12 tonnes d'écailles de pangolin, en provenance d'Afrique, sont saisies en Chine. Ce stock représente les écailles de 20 000 pangolins.
En Afrique centrale, il est chassé comme viande de brousse, réputée savoureuse (notamment au Gabon).
En 2019, des responsables de Hong Kong ont intercepté neuf tonnes d'écailles faisant escale à Hong Kong depuis le Nigeria. La cargaison d'une valeur de 8 millions de dollars représente environ 13 000 pangolins.
Grâce à son odorat et à ses capacités d'apprentissage, le rat de Gambie pourrait être utilisé pour détecter la présence de pangolins ou d'écailles dans la lutte contre le trafic d'animaux. On en entraîne en 2017 en Belgique, avec le soutien de l'U.S. Fish and Wildlife Service, qui peuvent détecter des pangolins ou leurs écailles dans les véhicules, ports ou aéroports,.
Des études menées en 2016 tendent à confirmer que la population de pangolin a presque été décimée lors des 30 dernières années.

### Statut de protection
Les pangolins, notamment les trois espèces asiatiques (M. crassicaudata, M. javanica et M. pentadactyla), figurent sur la liste des espèces de l'annexe I de la CITES (Convention on International Trade in Endangered Species of Wild Fauna and Flora, i.e. Convention sur le commerce international des espèces de faune et de flore sauvages menacées d'extinction, dite de Washington) depuis 2016. Les deux espèces asiatiques Manis javanica et Manis pentadactyla sont classées « en danger critique » par l'IUCN, et les deux autres espèces asiatiques « en danger ».
La campagne Wild For Life (Sauvages pour la vie) initiée par l'Organisation des Nations unies vise à lutter contre le commerce illégal d'espèces sauvages. Chaque troisième samedi de février, elle propose la Journée mondiale du pangolin pour alerter l’opinion sur les risques de disparition de l'espèce des pangolins à cause du braconnage intensif.

### Élevage
Le pangolin est un des seuls mammifères quasiment impossibles à élever en captivité, pour des raisons liées à son alimentation, à sa santé et à son comportement ; son espérance de vie ne dépasse pas, en général, quelques mois en zoo, ou dans toute autre forme d'élevage. Seuls quelques zoos d'Asie ont su l'élever (comme celui de Taipei), et, exceptionnellement, le reproduire (zoo de Taipei et Nandankanan en Inde).

## Risques sanitaires pour l’humain

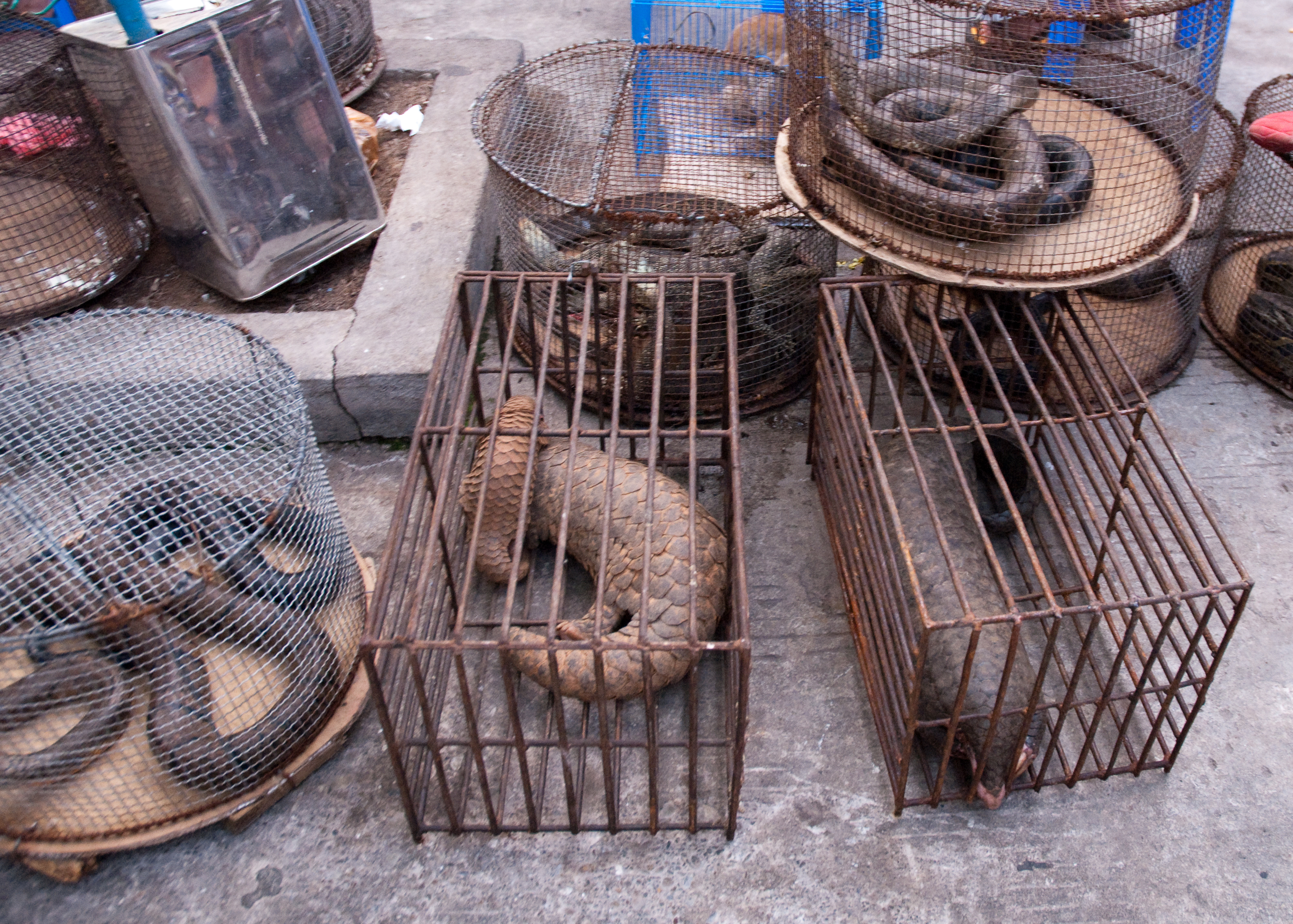
Pangolins dans un marché illégal d'animaux sauvages en Birmanie.

En 2019, la revue Viruses a publié une étude montrant la présence de nombreux virus, dont des coronavirus, chez des pangolins malais qui ont été saisis par les douanes chinoises en mars 2019, et confiés au refuge animalier de Canton, qui accueille des animaux issus du trafic d'animaux et du braconnage.
Le 7 février 2020, l’université d’agriculture de Chine du Sud (华南农业大学) a annoncé qu'un séquençage du virus trouvé chez des pangolins montrait qu'il était homologue à 99 % à celui du virus SARS-CoV-2 provoquant la Covid-19. Le pangolin aurait pu servir d'espèce réservoir ou hôte entre la chauve-souris et l'homme, une hypothèse discutée par plusieurs spécialistes,,. Certains s'aventurent même à prophétiser que cela pourrait sauver ces espèces de l'extinction.
En juillet 2020, il est confirmé que des coronavirus liés au SARS-CoV-2 sont portés par des pangolins malais (Manis javanica), virus appartenant à deux sous-lignées de coronavirus liés au SARS-CoV-2, dont l'une présentant une grande similitude de domaine de liaison aux récepteurs avec le SARS-CoV-2, 
ce qui laisse penser que ce dernier coronavirus peut provenir d'un événement de recombinaison génétique impliquant des coronavirus liés au SRAS provenant à la fois de chauves-souris et de pangolins.

## Culture

### Symboles et croyances
Dans certaines tribus d'Afrique centrale, le pangolin occupe une place symbolique particulière et est l'objet de chasses rituelles.
Dans certains pays d'Asie, le pangolin est supposé augmenter la virilité. Il est aussi censé favoriser la santé des femmes allaitantes, mais ces effets n'ont jamais été prouvés et ne sont étayés par aucune justification.
Dans les pratiques médicales ancestrales asiatiques, les écailles de pangolin ont la réputation d'avoir des vertus curatives. À cause de cette réputation infondée (leurs écailles sont simplement constituées de kératine, comme les cheveux ou les ongles humains), ces animaux donnent lieu à un braconnage particulièrement important malgré les mesures de protection mises en place par la Convention internationale sur le commerce d'espèces sauvages menacées (Cites).
Le professeur Lao Lixing, de l’École de Médecine chinoise de l’Université de Hong Kong a déclaré à une conférence sur la conservation que « beaucoup de plantes médicinales ont le même effet que les écailles de pangolin » et qu’il faut entre 5 et 9 g d’écailles par dose de remède, additionnées d’autres substances, pour traiter l’arrêt du lait maternel, la polyarthrite rhumatoïde, les plaies et furoncles. Il a expliqué que l’industrie de la MTC associe les qualités d’un ingrédient avec le comportement de l’animal : les pangolins « vont à travers le sol, aussi est-il pensé que [leurs écailles] vont à travers les vaisseaux » a dit le Prof. Lao en se référant au système des méridiens, selon lequel le flux de l’énergie circule dans les vaisseaux suivant la MTC.

### Définitions humoristiques
- L'humoriste Pierre Desproges définit le pangolin dans son dictionnaire[44], disant notamment :

« Le pangolin ressemble à un artichaut à l'envers avec des pattes, prolongé d'une queue à la vue de laquelle on se prend à penser qu'en effet, le ridicule ne tue plus. »

 Il présentera néanmoins des excuses pour ses attaques envers cette « bête formidable », à l'occasion d'une de ses Chroniques de la haine ordinaire, louant tour à tour ses « supers écailles » et ses « supers griffes ».
- Le Chat de Philippe Geluck le définit de façon « originale » dans son calendrier Le tour du chat en 365 jours, au 29 septembre :

« Pangolin (n.m). Poisson triste de la mer Morte. Pourquoi est-il si triste ? Eh bien ! Parce que sa mer est morte. »

### Dans la fiction
- Dans le jeu vidéo Pokémon et les adaptations du même nom, Sablaireau ressemble à un pangolin[46] ;
- Dans un jeu vidéo créé par Google Doodle en 2017, les personnages sont des pangolins[47] ;
- Dans le Manga animé Killing Bites, le personnage Takeshi Kido est un homme Pangolin ;
- Dans la musique, Leo Roi a sorti une chanson nommée Fais fumer le pangolin[48] ;

- Dans le dessin animé Les Mondes engloutis, deux des personnages principaux sont des pangolins très… futuristes : Bic et Bac. Comme dit dans la Gigue de Bic et Bac : « Nous sommes deux Pangolins/Qui se carapatent/Nous sommes deux gros malins/Donnons-nous la main » ;
- Le pangolin, pour des raisons évidentes, joue un rôle important dans l'épisode spécial de South Park sur la Pandémie à Coronavirus de 2020. Dans l'épisode, Randy Marsh est à l'origine de la propagation du Coronavirus en ayant fait l'amour à un pangolin, des chercheurs retrouvent ce pangolin et Randy souhaite l'éliminer pour que son secret ne soit pas découvert, tout comme Cartman qui veut que la pandémie continue. Le pangolin finit par être tué par Mr. Garrisson, parodie de Donald Trump, qui présente lui aussi des intérêts à ce que la pandémie continue.
- Dans les Chroniques de la haine ordinaire, Pierre Desproges évoque l'histoire d'un pangolin nommé Gérard ;
- Dans la bande dessinée Storm épisode La Légende d'Iggdrasil de Don Lawrence, un des personnages secondaires de l'histoire est un mutant reptilien dérivé de pangolin. Il apparaît comme sympathique ;
- Dans la série de jeux vidéo Borderlands, le joueur peut acheter des boucliers de la marque Pangolin, fabricant dont l'emblème est une silhouette de pangolin et dont les boucliers ont une plus grande capacité, ce qui rappelle les capacités défensives de l'animal ;
- Dans Trois vies chinoises, la troisième nouvelle de Dai Sijie « Le cuirassé qui passe à travers les montagnes » relate la mise à mort d'un pangolin destiné à être cuisiné par le héros pour un client d'un restaurant ;
- Le nom de code de la version 12.04 du système d'exploitation libre Ubuntu est « Precise Pangolin ».